# Afrikatag (Afrika)

Flagge der Organisation für Afrikanische Einheit

Der Afrikatag ist ein jährlicher Erinnerungstag an die Gründung der Organisation für Afrikanische Einheit (OAU) am 25. Mai 1963. An diesem Tag wurde in Addis Abeba (Äthiopien) die Charta von 30 afrikanischen Staaten unterzeichnet. In vielen Ländern Afrikas ist der 25. Mai seitdem ein gesetzlicher Feiertag.
Die OAU gilt als Vorgängerorganisation der 2002 gegründeten Afrikanischen Union.